# L'Hermitage
L'Hermitage är en kommun i departementet Ille-et-Vilaine i regionen Bretagne i nordvästra Frankrike. Kommunen ligger i kantonen Mordelles som tillhör arrondissementet Rennes. År 2022 hade L'Hermitage 4 683 invånare.

## Befolkningsutveckling
Antalet invånare i kommunen L'Hermitage
Referens:INSEE